# Festival du film de Birmingham
Le Festival du film de Birmingham (en anglais: B.F.F; The Birmingham Film Festival) est un festival international de cinéma, fondé en 2016, qui dure trois jours en novembre et se déroule à Birmingham. 
Kevin McDonagh est le président du festival et Dean Williams est le directeur exécutif,,.

## Catégories de récompenses

### Meilleure actrice
| Année | Actrice          | Film        |
| ----- | ---------------- | ----------- |
| 2019  | Donna Taylor     | The Edge    |
| 2018  | Veronica Osimani | New You     |
| 2016  | Kathryn Hanke    | Polterheist |

### Meilleur acteur
| Année | Acteur        | Film     |
| ----- | ------------- | -------- |
| 2019  | Dean Kilbey   | The Edge |
| 2018  | Johnny Vivash | New You  |
| 2016  | Johnny Vivash | Big Bird |

### Meilleur Long-métrage (B.F.F Bull Award)
| Année | Film         |
| ----- | ------------ |
| 2019  | Hello Darlin |
| 2018  | Epiphany     |
| 2016  | Beverly      |

### Meilleur film documentaire
| Année | Film                         |
| ----- | ---------------------------- |
| 2019  | Bet On Yourself              |
| 2018  | Looking for the Perfect Beat |
| 2016  | Grandfather                  |

- Meilleur court métrage.
- Meilleur jeune cinéaste (moins de 18 ans).
- Meilleur jeune acteur (moins de 18 ans).
- Meilleure jeune créatrice (moins de 18 ans).
- Meilleur film local (basé sur Birmingham, thème ou distribution et équipe).
- Facers Adversity Award (pour tout cinéaste qui a surmonté des défis importants).
- Meilleure photographie.
- Meilleur film étranger.
- Meilleure bande originale.
- Meilleurs costumes.
- Meilleure production.
- Meilleurs effets spéciaux.
- Meilleur montage.
- Meilleure coiffure et meilleur maquillage.